# Ekizbaba
Ekizbaba ist ein Dorf im Landkreis Bekilli der türkischen Provinz Denizli. Ekizbaba liegt etwa 101 km nordöstlich der Provinzhauptstadt Denizli und 15 km nordöstlich von Bekilli. Ekizbaba hatte laut der letzten Volkszählung 188 Einwohner (Stand Ende Dezember 2010).